# 노영균
노영균(한국 한자: 盧映均, 1994년 11월 27일 ~ )은 대한민국의 전 축구 선수이며, 포지션은 미드필더였다.